# Prado Ferreira
Prado Ferreira – miasto i gmina w Brazylii, w stanie Parana. Znajduje się w mezoregionie Norte Central Paranaense i mikroregionie Porecatu.